# ФК Харогейт
„Харогейт“ е професионален клуб от град Харогейт, Северен Йоркшър, който се състезава във Втора лига през сезон 2020/21, след като печели плейофите на Националната конференция. Клубните цветове са жълто и черно. Отборът играе домакинските си мачове на Уетърби Роуд, но в началото на сезон 2020/21 играе на стадиона на Донкастър Роувърс.
Създаден през 1914 г., клубът влиза в Северната лига, но не успява да завърши сезона заради началото на Първата световна война. Те изиграват първия си официален мач в Западната лига през август 1919 г. Основател са на Йоркширската лига на следващата година и също играят в Лигата на Мидланд през 1921 г. Те стават шампиони на Йоркширската лига през 1926 – 27, но са разформировани през 1932.
Харогейт Хотспърс са основани през 1935 г. и променят името си на Харогейт Таун след завръщането на футбола в края на Втората световна война, присъединявайки се към лигата на Асоциацията на Западен Йоркшир. Те отново влизат в Йоркширската лига през 1957 г., преди да станат основатели на Източната лига на Северните графства през 1982 г. и член-основател на Първата дивизия на Северната висша лига през 1987 г. Те печелят титлата в Първа дивизия на Северна висша лига през 2001 – 02 г. основатели на Конференция Север през 2004 г. Те печелят плейофите на Национална лига Север през 2018 г. и след това влизат във Футболната лига за първи път с победа във финала на плейофите на Националната лига 2020 срещу Нотс Каунти